# AKOM
AKOM（エイコムプロダクション、朝鮮語: (주)에이콤프로덕션、Akom Production Company）は大韓民国のアニメスタジオ。1985年にネルソン・シンによって設立された。

## 概要
韓国に拠点を構えるアニメ制作会社の一企業であり、自社制作を核とする他社とは異なり下請けを専門としている。設立当初はネルソン・シンが元々所属していたマーベル・プロダクション作品を中心に活動し、急激な円高ドル安によって人件費が高騰し、発注側からのメリットが薄くなった東映動画（現：東映アニメーション）に代わる形で仕事を増やしていった。
当初は力量不足により作画崩壊や作画ミス、スケジュール破綻などのトラブルが頻繁に発生し、『トランスフォーマーシリーズ』『ザ・シンプソンズ』『X-メン』などの作品は元請け側から失望されたこともあったが、やがて力をつけていき、特に『ザ・シンプソンズ』はAKOMの代表作として、劇場版を含む殆どのエピソードを手掛けている。
アニメーションとしては海外作品に特化した制作を行うが、日本単独製作である国内作品の下請けとして関与した事例は現在まで一度も行われていない。

## 制作作品

### テレビシリーズ
| 年             | タイトル                                             | 社名 表記 | 製作元 | 備考                                                 |
| -------------- | ---------------------------------------------------- | --------- | --- | ---------------------------------------------------- |
| 1985年 -1986年 | 戦え!超ロボット生命体トランスフォーマー（シーズン2） | ×         | サンボウ・プロダクション マーベル・プロダクション                                                                       | 東映動画と共同制作                                   |
| 1986年 -1987年 | 戦え!超ロボット生命体トランスフォーマー2010          | ×         | サンボウ・プロダクション マーベル・プロダクション                                                                       | 東映動画と共同制作                                   |
| 1986年 -1987年 | My Little Pony                                       | ×         | サンボウ・プロダクション マーベル・プロダクション                                                                       | 東映動画と共同制作                                   |
| 1986年 -1987年 | Potato Head Kids                                     | ×         | サンボウ・プロダクション マーベル・プロダクション                                                                       |                                                      |
| 1986年 -1987年 | MoonDreamers                                         | ×         | サンボウ・プロダクション マーベル・プロダクション                                                                       |                                                      |
| 1987年         | Fraggle Rock: The Animated Series                    | ○         | マーベル・プロダクション ジム・ヘンソン・プロダクション                                                                 |                                                      |
| 1987年 -1988年 | The Little Clowns of Happytown                       | ○         | ムラカミ・ウルフ・スウェンソン マーベル・プロダクション                                                                 |                                                      |
| 1987年 -1991年 | マペット・ベイビーズ（シーズン4 - 8）                | ○         | マーベル・プロダクション ジム・ヘンソン・プロダクション                                                                 | シーズン4第5話までは東映動画が制作                   |
| 1987年         | スパイラルゾーン                                     | ○         | アトランティック/クシュナー・ロック マルチーズ・カンパニー                                                              | ビジュアル80と共同制作                               |
| 1987年 -1988年 | Little Wizards                                       | ○         | マーベル・プロダクション                                                                                                |                                                      |
| 1987年         | 赤ちゃん恐竜 ドゥーリー（シーズン1）                 | ○         | KBS | 各話制作協力                                         |
| 1987年 -1988年 | Jem（シーズン2・3）                                  | ×         | サンボウ・プロダクション マーベル・プロダクション                                                                       | 東映動画と共同制作                                   |
| 1987年         | トランスフォーマー ザ・リバース                      | ×         | サンボウ・プロダクション マーベル・プロダクション                                                                       |                                                      |
| 1988年         | Dino-Riders/武装恐竜ダイノス                         | ○         | マーベル・プロダクション                                                                                                | 第2話まではハンホ興業が制作                          |
| 1988年         | ロボコップ THE ANIMATION                             | ○         | マーベル・プロダクション オライオン・ピクチャーズ                                                                       |                                                      |
| 1989年         | Rude Dog and the Dweebs                              | ○         | マーベル・プロダクション                                                                                                |                                                      |
| 1989年-        | ザ・シンプソンズ                                     | ○         | 20世紀フォックス グレイシー・フィルム                                                                                   | 主力作品、一部エピソードは他社が制作                 |
| 1990年         | Attack of the Killer Tomatoes（シーズン1）           | ○         | マーベル・プロダクション                                                                                                |                                                      |
| 1990年         | Kid 'n Play                                          | ×         | マーベル・プロダクション サバン・エンターテイメント                                                                     |                                                      |
| 1990年 -1991年 | Fox's Peter Pan & the Pirates                        | ○         | Fox Kids サザンスター・プロダクション 東京ムービー新社                                                                  | 各話制作協力                                         |
| 1990年 -1992年 | タイニー・トゥーンズ                                 | ○         | ワーナー・ブラザース・アニメーション アンブリン・エンターテインメント                                                   | 各話制作協力                                         |
| 1991年 -1995年 | Taz-Mania                                            | ○         | ワーナー・ブラザース・アニメーション                                                                                    | 各話制作協力                                         |
| 1991年         | Bucky O'Hare and the Toad Wars!                      | ○         | サンボウ・プロダクション マーベル・プロダクション エイブラムス/ジェンティーレ・エンターテイメント                       |                                                      |
| 1991年         | Space Cats                                           | ○         | マーベル・プロダクション ポール・フスコ・プロダクション                                                                 |                                                      |
| 1992年         | My Little Pony Tales                                 | ○         | サンボウ・プロダクション グラーツ・エンターテイメント                                                                   |                                                      |
| 1992年 -1993年 | バットマン（シーズン1）                              | ○         | ワーナー・ブラザース・アニメーション                                                                                    | 各話制作協力                                         |
| 1992年 -1993年 | Conan the Adventurer                                 | ○         | サンボウ・プロダクション グラーツ・エンターテイメント C&D                                                               | シーズン2はC&Dディストリビューションと共同制作       |
| 1992年         | A Bunch of Munsch                                    | ○         | CINAR クレヨン・アニメーション                                                                                          | 各話制作協力                                         |
| 1992年 -1997年 | X-メン                                               | ○         | マーベル・エンターテイメント サバン・エンターテイメント グラーツ・エンターテイメント                                    | 主力作品、一部エピソードは他社が制作                 |
| 1993年 -1998年 | アニマニアックス                                     | ○         | ワーナー・ブラザース・アニメーション アンブリン・エンターテインメント                                                   | 各話制作協力                                         |
| 1993年 -1994年 | Exosquad                                             | ○         | ユニバーサル・カートゥーン・スタジオ                                                                                    |                                                      |
| 1994年         | Conan and the Young Warriors                         | ○         | サンボウ・プロダクション グラーツ・エンターテイメント                                                                   | 各話制作協力                                         |
| 1994年 -1996年 | The Tick                                             | ○         | サンボウ・プロダクション グラーツ・エンターテイメント                                                                   |                                                      |
| 1994年         | Problem Child（シーズン2）                           | ○         | ユニバーサル・カートゥーン・スタジオ レースウッド・プロダクション                                                       |                                                      |
| 1994年         | Skeleton Warriors                                    | ○         | グラーツ・エンターテイメント ランドマーク・エンターテイメント                                                           |                                                      |
| 1995年 -1998年 | ピンキー&ブレイン（シーズン1 - 3）                   | ○         | ワーナー・ブラザース・アニメーション アンブリン・エンターテインメント                                                   | 各話制作協力                                         |
| 1995年 -1996年 | Earthworm Jim                                        | ○         | ユニバーサル・カートゥーン・スタジオ シャイニー・エンターテイメント                                                     |                                                      |
| 1995年 -1996年 | The Savage Dragon                                    | ○         | ユニバーサル・カートゥーン・スタジオ レースウッド・プロダクション スタジオB                                             | シーズン2はA.P.P.P.と共同制作                        |
| 1995年 -1997年 | G.I.ジョー・エクストリーム                           | ○         | サンボウ・プロダクション グラーツ・エンターテイメント ガンサー・ウォール・プロダクション                                |                                                      |
| 1995年         | Littlest Pet Shop                                    | ○         | サンボウ・プロダクション C&D                                                                                            | 共同表記:KK.C&D ASIA、ワン・フィルム・プロダクション |
| 1996年 -1997年 | C Bear and Jamal                                     | ○         | フィルム・ローマン タウラス・フィルム                                                                                   | 各話制作協力                                         |
| 1996年 -1998年 | キャスパー                                           | ○         | ユニバーサル・カートゥーン・スタジオ アンブリン・テレビジョン ハーヴェイ・トゥーンズ                                    | 主力作品                                             |
| 1996年 -1997年 | Dragon Flyz                                          | ○         | ゴーモン エイブラムス/ジェンティーレ・エンターテイメント                                                                |                                                      |
| 1996年         | ガーゴイルズ（シーズン3）                            | ○         | ウォルト・ディズニー・テレビジョン・アニメーション ネルバナ                                                             | 各話制作協力                                         |
| 1996年 -1997年 | Road Rovers                                          | ○         | ワーナー・ブラザース・アニメーション                                                                                    | 各話制作協力、主制作:スタジオジュニオ                |
| 1996年 -1997年 | Flash Gordon                                         | ○         | レースウッド・プロダクション エディション・デュピュイ                                                                   |                                                      |
| 1996年         | Vor-Tech: Undercover Conversion Squad                | ○         | レースウッド・プロダクション ユニバーサル・カートゥーン・スタジオ エディション・デュピュイ・フランスS.A.                | 共同表記:ココ・エンタープライズ、SEMアニメーション   |
| 1996年 -2007年 | Arthur（シーズン1 - 11）                             | ○         | WGBH-TV・ボストン CINAR クッキー・ジャー・エンターテインメント                                                          | 主力作品                                             |
| 1996年 -1997年 | Sky Dancers                                          | ○         | ゴーモン エイブラムス/ジェンティーレ・エンターテイメント                                                                | 共同表記:SEMアニメーション                           |
| 1998年         | Silver Surfer                                        | ○         | マーベル・エンターテインメント マーベル・フィルム サバン・エンターテイメント                                            |                                                      |
| 1998年         | インヴェイジョンUSA                                  | ○         | ドリームワークス・アニメーション                                                                                        |                                                      |
| 1998年 -1999年 | Le Magicien                                          | ○         | ゴーモン |                                                      |
| 1998年 -1999年 | リトル・ルル・ショー（シーズン3）                    | ○         | CINAR TMOルーンランド                                                                                                   |                                                      |
| 1999年 -2000年 | The Brothers Flub                                    | ○         | サンボウ・エンターテインメント レイブンズバーガー                                                                       |                                                      |
| 1999年 -2002年 | Mission Hill                                         | ○         | ビル・オークリー/ジョシュ・ウェインスタイン・プロダクション キャッスル・ロック・エンターテインメント フィルム・ローマン | 各話制作協力                                         |
| 1999年 -2000年 | Toad Patrol（シーズン1）                             | ○         | ユニバーサル・ピクチャーズ ファンバッグ・アニメーションスタジオ                                                         | 主力作品                                             |
| 1999年 -2000年 | Dilbert（シーズン2）                                 | ○         | アデレード・プロダクション                                                                                              | 各話制作協力                                         |
| 2000年         | Marsupilami（シーズン1）                             | ×         | マルス・プロダクション KOAAフィルム                                                                                     |                                                      |
| 2000年 -2002年 | Wounchpounch                                         | ○         | サバン・インターナショナル・パリ シネグループ                                                                           | 共同表記:ナイト・ストームメディア                    |
| 2001年 -2002年 | The Oblongs                                          | ○         | オブロング・プロダクション フィルム・ローマン                                                                           | 各話制作協力                                         |
| 2001年 -2002年 | Rescue Heroes（シーズン2・3）                        | ○         | ネルバナ |                                                      |
| 2001年 -2002年 | Ultimate Book of Spells                              | ○         | BKNインターナショナル                                                                                                   |                                                      |
| 2004年 -2005年 | Postcards from Buster（シーズン1）                   | ○         | クッキー・ジャー・エンターテインメント マーク・ブラウン・スタジオ                                                       |                                                      |
| 2005年         | Winx Club（シーズン2）                               | ×         | レインボーS.p.A. |                                                      |
| 2006年         | City Hunters                                         | ○         | フォックス・ファクトリー Axeアトラクション                                                                              | 各話制作協力                                         |
| 2007年 -2008年 | Magic Sport                                          | ○         | マジック・プロダクショングループ                                                                                        |                                                      |
| 2008年         | Mostri & pirati（シーズン1）                         | ○         | マジック・プロダクショングループ                                                                                        |                                                      |
| 2009年 -2011年 | Huntik - Secrets & Seekers                           | ×         | レインボーS.p.A. |                                                      |
| 2010年         | Teen Days                                            | ○         | カートゥーン・ワン |                                                      |
| 2011年         | PopPixie                                             | ×         | レインボーS.p.A. |                                                      |

### テレビスペシャル
| 年     | タイトル                    | 社名 表記 | 製作元 | 備考 |
| ------ | --------------------------- | --------- | --- | ---- |
| 1989年 | The Monster Bed             | ×         | マーベル・プロダクション                                                                                            |      |
| 1990年 | The Jackie Bison Show       | ○         | ブリルステイン・グレイ・エンターテイメント ブロードキャスト・アーツ・プロダクション スタイン&イルズ・プロダクション |      |
| 1998年 | The Tale of the Great Bunny | ○         | ファンバッグ・アニメーションスタジオ                                                                                |      |
| 1999年 | Something from Nothing      | ○         | ポートフォリオ・エンターテインメント ファンバッグ・アニメーションスタジオ                                           |      |

### 映画
| 年     | タイトル                  | 社名 表記 | 製作元                                            | 備考                                |
| ------ | ------------------------- | --------- | ------------------------------------------------- | ----------------------------------- |
| 1986年 | My Little Pony: The Movie | ○         | サンボウ・プロダクション マーベル・プロダクション | 東映動画と共同制作                  |
| 2000年 | The Magic Pudding         | ×         | エナジー・エンターテイメント                      |                                     |
| 2005年 | シムチョン                | ○         | -                                                 | KOAAフィルム、SEKスタジオと共同制作 |
| 2007年 | ザ・シンプソンズ MOVIE    | ○         | 20世紀フォックス グレイシー・フィルム             | ラフ・ドラフト・スタジオと共同制作  |
| 2012年 | マギーの託児所大作戦      | ○         | 20世紀フォックス グレイシー・フィルム             |                                     |

### OVA
| 年             | タイトル                                        | 社名 表記 | 製作元                                                | 備考                                              |
| -------------- | ----------------------------------------------- | --------- | ----------------------------------------------------- | ------------------------------------------------- |
| 1987年         | Dorothy Meets Ozma of Oz                        | ○         | アトランティック/クシュナー・ロック                   |                                                   |
| 1988年         | Little People Video                             | ×         | マーベル・プロダクション                              |                                                   |
| 1994年         | Sgt. Savage and his Screaming Eagles            | ○         | サンボウ・プロダクション グラーツ・エンターテイメント |                                                   |
| 1994年 -1998年 | リトルフット（第2作 - 第6作）                   | ○         | ユニバーサル・カートゥーン・スタジオ                  |                                                   |
| 1995年         | Little Orphan Annie's A Very Animated Christmas | ○         | グラーツ・エンターテイメント                          |                                                   |
| 1997年         | The Adventures of Corduroy the Bear             | ○         | グラーツ・エンターテイメント                          |                                                   |
| 1998年         | Dr. Rabbit's World Tour                         | ○         | コルゲート・パーモリーブ JMHコミュニケーションズ      |                                                   |
| 2002年         | Kelly Dream Club                                | ○         | クリエイティブ・ケーパー・エンターテイメント          | 共同表記:KOAAフィルム                             |
| 2004年         | My Scene: Jammin' in Jamaica                    | ○         | キュリオス・ピクチャーズ                              |                                                   |
| 2004年         | My Scene: Masquerade Madness                    | ○         | キュリオス・ピクチャーズ                              |                                                   |
| 2007年         | Mosaic                                          | ○         | フィルム・ローマン                                    | OPアニメーション制作、主制作:ムークアニメーション |

### 実写作品
| 年             | タイトル                    | 社名 表記 | 製作元                                 | 備考                           |
| -------------- | --------------------------- | --------- | -------------------------------------- | ------------------------------ |
| 1989年 -1990年 | ボクとマッギー（シーズン1） | ○         | リビング・バイブル・インターナショナル | 一部アニメーションパート制作。 |